# Linda Scheid
Linda J. Scheid (16 de junio de 1942 - 15 de junio de 2011) fue una política de Minnesota y un miembro del Senado de Minnesota que representó el Distrito 46, que incluye partes de los suburbios del noroeste del Condado de Hennepin. Una demócrata, fue la primera elegida en el Senado en 1996, y fue vuelta a ser elegida en 2000, 2002, 2006, y 2010. Murió el 15 de junio de 2011, después de una larga batalla contra el cáncer.